# C-PAP

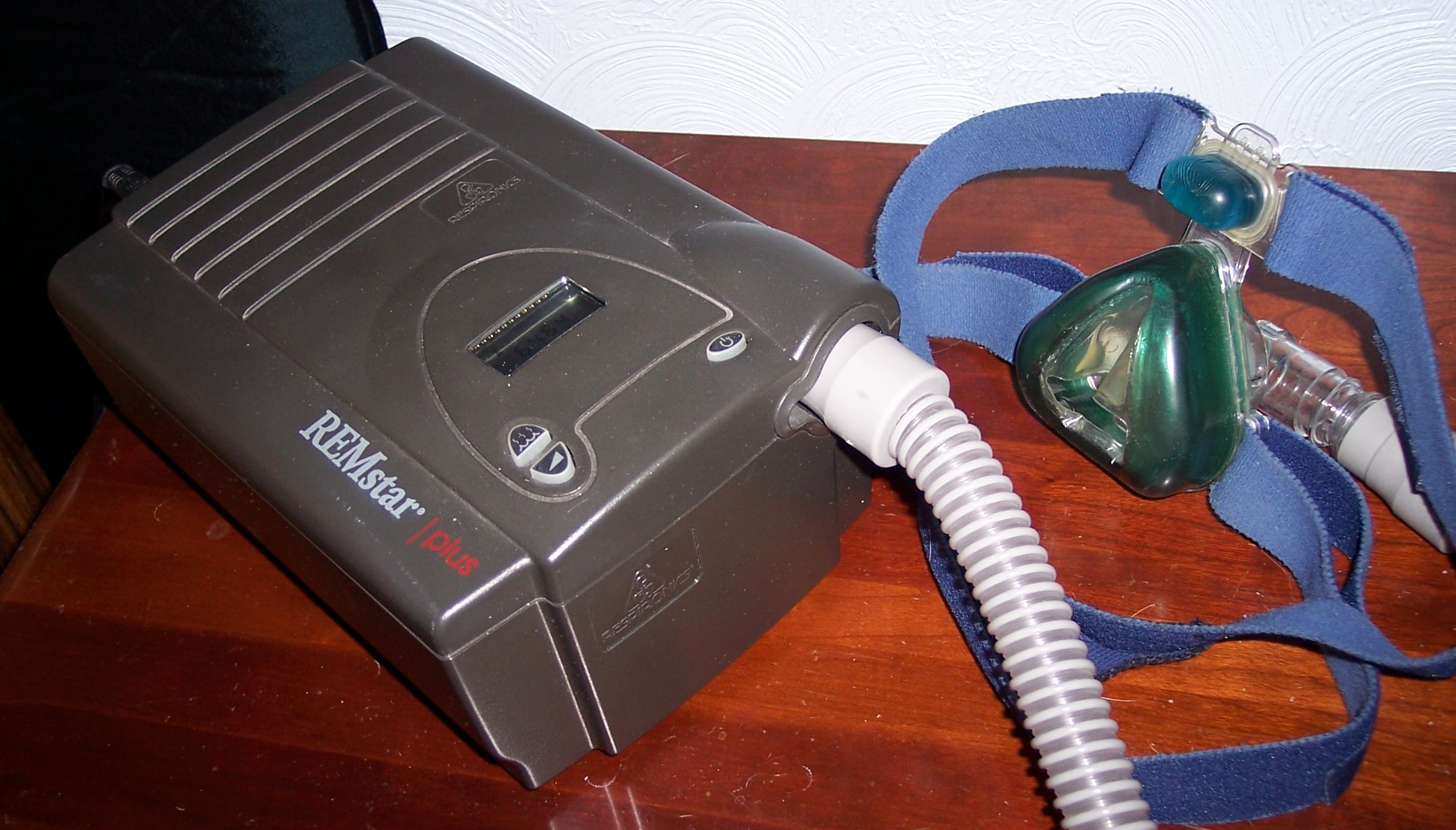
Apparecchiatura per la C-PAP

La ventilazione meccanica a pressione positiva continua o CPAP (dall'inglese, acronimo di  Continuous Positive Airway Pressure) è un metodo di ventilazione respiratoria utilizzato principalmente nel trattamento delle apnee del sonno, sistema per cui vennero sviluppate le prime apparecchiature inventate nel 1980 dal Prof. Colin Sullivan della University of Sydney.
La ventilazione in modalità PAP viene comunemente impiegata per pazienti con grave insufficienza respiratoria, inclusi i neonati prematuri. In questi soggetti la ventilazione PAP può prevenire la necessità di intubazione endotracheale oppure può permettere di rimuovere l'intubazione più prontamente.

## La macchina PAP
Le macchine PAP vengono principalmente usate dai pazienti nelle loro abitazioni per il trattamento dell'apnea del sonno, disturbo in cui le vie aeree superiori si restringono parzialmente sino a occludersi durante le fasi più profonde del sonno, provocando un brusco risveglio del soggetto. Gli apparecchi per la PAP riescono a contrastare questo fenomeno fornendo un flusso di aria compressa attraverso una mascherina facciale (o nasale) e un tubo; la pressione dell'aria permette di mantenere pervie la vie aeree in modo che la respirazione resti regolare.
La macchina PAP eroga l'aria alla pressione prescritta, nota anche come pressione "titrata". La pressione necessaria viene usualmente determinata da un medico dopo l'analisi di uno studio polisonnografico eseguito sotto la supervisione di un tecnico del sonno durante uno studio notturno in un laboratorio del sonno. La pressione titrata è la pressione dell'aria a cui la maggioranza, se non la totalità, delle apnee e delle ipopnee viene prevenuta. Solitamente la pressione si misura in centimetri d'acqua (cmH20). Una tipica macchina PAP può fornire pressioni tra i 4 ed i 20 cm d'acqua; unità più specializzate possono fornire pressioni fino a 25 o 30 cm.
Il trattamento con la macchina PAP è altamente efficace nella sindrome delle apnee ostruttive, anche se a volte si hanno soltanto miglioramenti parziali. Alcuni pazienti notano il miglioramento della qualità del sonno dovuto al trattamento con la PAP già nella prima notte d'utilizzo.
Alcuni pazienti candidati all'utilizzo della PAP sono riluttanti ad accettare questa terapia dal momento che la maschera facciale, a volte soltanto nasale, e il tubo che la collega alla macchina sembrano ingombranti e poco comodi e talvolta il flusso d'aria che deve essere somministrato deve essere regolato a un livello vigoroso e rumoroso. Alcuni pazienti si adattano al trattamento in poche settimane, altri devono fare molte prove di maschere e apparecchi per potersi adattare all'uso quotidiano, infine altri interrompono il trattamento completamente già nella prima settimana.
L'accettazione della terapia da parte del paziente può migliorare grazie al sostegno di un'équipe medica durevole che disponga di vari tipi di maschere e apparecchi  e che permetta al paziente di scegliere tra varie apparecchiature e maschere PAP. I produttori delle PAP frequentemente offrono modelli diversi a differenti prezzi e le maschere PAP hanno molte diverse dimensioni e forme, consentendo ad alcuni utenti di provare diverse maschere per trovarne una che si conformi perfettamente al loro viso ed alle loro necessità, abitudini e sensazioni.

## Tipi
- C-PAP (Continuous Positive Airway Pressure) fornisce una pressione positiva costante rispetto alla pressione atmosferica.
  - nC-PAP applicazione per neonati (nasal Continuous Positive Airway Pressure) tramite occhialini nasali
  - nP-C-PAP applicazione per neonati (nasopharyngeal Continuous Positive Airway Pressure)
  - nM-C-PAP applicazione per neonati (nasal mask Continuous Positive Airway Pressure) tramite maschera nasale
- A-PAP o Auto-PAP (Automatic Positive Airway Pressure) fornisce automaticamente al paziente una titolazione, o regolazione, della pressione, impostandola sul valore minimo necessario a mantenere la pervietà delle vie aeree respiro dopo respiro e misurando la resistenza degli atti respiratori del paziente; di conseguenza offre al paziente la giusta pressione richiesta in quel dato momento, evitando i compromessi derivanti dalla pressione fissa.
- V-PAP o B-PAP (Variable/Bilevel Positive Airway Pressure) fornisce due livelli di pressione, uno all'inspirazione (IPAP) e uno, inferiore, all'espirazione (EPAP).
- xPAP ST (Spontaneous Time) è un dispositivo che stabilisce un determinato numero di atti respiratori al minuto, e viene utilizzato nel trattamento dei pazienti con apnee centrali.

## Componenti

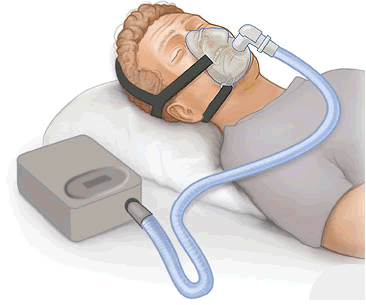
C-PAP: Apparecchio compressore, tubo, maschera

- Blower un apparecchio compressore che aumenta la pressione dell'aria di qualche cm d'acqua.
- Tubo (chiamato anche circuito) collega la macchina blower all'interfaccia, a volte attraverso un umidificatore
- Interfaccia (più semplicemente la maschera) fornisce la connessione alla via aerea dell'utente

### Caratteristiche opzionali
- Umidificatore (humidifier) aggiunge umidità all'aria insufflata
  - Humidifier Heated: una camera d'acqua riscaldata che può aumentare il comfort del paziente eliminando la secchezza dell'aria compressa. La temperatura può essere di solito aggiustata o spenta per agire come un umidificatore passivo se desiderato.
  - Humidifier Passive: L'aria viene soffiata attraverso una camera d'acqua non riscaldata. Non è così efficace come il tipo riscaldato summenzionato ma può aumentare il comfort del paziente eliminando la secchezza dell'aria compressa.
- La ramp viene usata per diminuire temporaneamente la pressione e permettere all'utente di prendere sonno più facilmente. La pressione aumenta gradualmente al livello prescritto in un arco di tempo che può essere regolato dal paziente oppure dal fornitore della DME[non chiaro].
- La funzionalità exhalation pressure relief permette una breve caduta della pressione durante l'espirazione per ridurre lo sforzo richiesto. Questa caratteristica è nota con il marchio C-Flex in alcune macchine PAP costruite da Respironics e con EPR nelle macchine della Resmed.
- I registri data logging tengono un diario dell'accettazione basica del sistema PAP da parte del paziente in modo dettagliato, permettendo al medico del sonno oppure al paziente di scaricare e analizzare il flusso di dati registrati dalla macchina per verificare l'efficacia del trattamento.

Queste caratteristiche in genere aumentano la probabilità di tolleranza e compliance della PAP.

## Portabilità e viaggi
Poiché una costante conformità è un importante fattore nel successo di una cura, è necessario che i pazienti che viaggiano abbiano pieno accesso ad attrezzature portatili. Progressivamente le unità PAP stanno diventando sempre più semplici leggere e compatte.
Esistono in commercio diversi Cpap o Auto Cpap con batterie portatili, con pannelli solari e accessori per utilizzo tramite accendi-sigaro (12/24V) specificatamente studiato per autotrasportatori; inoltre alcuni modelli di Cpap-AutoCpap sono utilizzabili con alimentazione a batteria.